# 児島
児島（こじま、こしま）は、かつて吉備国および備前国児島郡にあった島嶼、歴史的地名である。吉備児島（きびのこじま、きびのこしま、きび こじま、きび　こしま）とも呼ばれる。「吉備」は黄微・機微など、「児」は兒・子・仔、「島」は嶋・嶌・洲などとも表記されることがある。
江戸時代中期頃、海域の新田干拓により陸続きとなり、児島半島となった。当時島嶼であった地域は、現在は岡山県倉敷市南西部から岡山市南区南部、および玉野市に至る。

## 概要

### 半島化以前
児島は古代より実在し、『記紀』にて記されており、それが現在のところ初見となっている（同時に吉備国の初見でもある）。
『古事記』上巻のイザナギ・イザナミによる国土生成の項に「かれこの八島ぞ先づ生みませる国なるに因りて、大八島国と謂ふ。さて後還りましし時に、吉備の児島を生みたまふ。またの名は健日方別といふ」とあり、児島は大八洲生成の後に生み出されている。
一方、『日本書紀』巻一、神代上大八洲生成の項では、吉備の子洲は大八洲の一つに入っている。
児島が遠く神代の時代から、わが国土の重要な部分であり、広く知られた土地であったことがわかる。日本書紀には、欽明16年に児島へ屯倉（児島屯倉）が設置されたことが記載されている。
その後、国郡里制が敷かれるあたりから、児島とその周辺の島々で児島郡が置かれた。『和名類聚抄』には4郷が記載されているが、平城宮出土の木簡には「吉備国子嶋郡小豆郷」とあり、古い時代には郷数はもっと多かったとされる。和名抄の4郷の中には児島郷があったが、その場所は諸説あり、現在の倉敷市の児島地域の大部分（中心部や郷内地区など）ともいわれる。また、児島郡域は時代により広狭しており、小豆島や直島諸島など現在の香川県の一部島嶼も児島郡の一部であった時期もある。現在、倉敷市水島地域西部の連島も江戸時代になるまでは児島郡内にとして扱われ、地名も和名抄に載る都羅郷に由来するといわれる。その後、備中国浅口郡へ移管となった。
児島および周辺の島々と本土により囲まれた海域は吉備穴海と呼ばれ、重要な海洋交通路であった。藤戸の戦い（治承・寿永の乱）の舞台となった藤戸海峡は、児島中北部と、その北側の吉備穴海に浮かぶ島々の間の海峡であり、児島側の沿岸には「藤戸の泊」と呼ばれる重要な港があった。また、四国からの備前の玄関口でもあり、戦国末期には、安芸・備後の毛利氏、備前・播磨の浦上氏、讃岐・阿波の三好氏の争いの場となった。

### 半島化以後
現在の岡山三大河川の河口沖へと土砂が運ばれ（当時は今よりもずっと北側に河口があった）、堆積作用により海は次第に浅くなっていき、戦国時代末期から徐々に干拓がされていき、江戸前期から中期頃に児島中北部の種松山北東（現在の倉敷市藤戸町・粒江あたり）から藤戸町天城・有城・加須山・鶴形山・福山を南北に繋ぐラインで陸続きとなった。その後も干拓は進められていき、江戸後期には完全に海は陸地化し、児島半島となり現在に至っている。島嶼時代の大部分を占めていた山地は独立山（山塊）となり、児島山塊（児島丘陵）となった。
半島化すると、それまでの児島北側の航路が児島の南側に移り、それまでの藤戸の泊・西阿知地区・倉敷・西大寺・福岡などに代わり、下津井・宇野、さらに周辺では連島・玉島・牛窓など児島半島南寄りの地域が台頭した。一方、児島半島北東部にできた児島湾岸では、岡山城城下町と旭川の水運による由加・金比羅参りなどの需要により、八浜が栄えた。また、倉敷は倉敷代官所が置かれたことにより、倉敷川を運河として利用した物資の集散地として陣屋町・川港町として繁栄した。当時の倉敷川の河口付近にあった彦崎も倉敷の外港として繁栄することとなった。他の旧吉備穴海沿岸の港は、その機能を停止し、農村や在郷町などに変貌した。

## かつて児島だった地区
- 倉敷市
  - 倉敷地域のうち浦田（葦高）、粒江・黒石（粒江）、藤戸（藤戸町）
  - 水島地域（福田）のうち福田町・呼松
  - 児島地域（島嶼部を除く全域）
- 玉野市
  - 島嶼部を除く全域
- 岡山市
  - 南区のうち児島（甲浦・小串）、灘崎地域